# Mahuvar
Mahuvar là một thị trấn thống kê (census town) của quận Navsari thuộc bang Gujarat, Ấn Độ.

## Nhân khẩu
Theo điều tra dân số năm 2001 của Ấn Độ, Mahuvar có dân số 9715 người. Phái nam chiếm 52% tổng số dân và phái nữ chiếm 48%. Mahuvar có tỷ lệ 78% biết đọc biết viết, cao hơn tỷ lệ trung bình toàn quốc là 59,5%: tỷ lệ cho phái nam là 81%, và tỷ lệ cho phái nữ là 74%. Tại Mahuvar, 11% dân số nhỏ hơn 6 tuổi.